# Malaucourt-sur-Seille
Malaucourt-sur-Seille är en kommun i departementet Moselle i regionen Grand Est (tidigare regionen Lorraine) i nordöstra Frankrike. Kommunen ligger i kantonen Delme som tillhör arrondissementet Château-Salins. År 2022 hade Malaucourt-sur-Seille 131 invånare.

## Befolkningsutveckling
Antalet invånare i kommunen Malaucourt-sur-Seille
| Referens: INSEE |